# Інститут Сервантеса

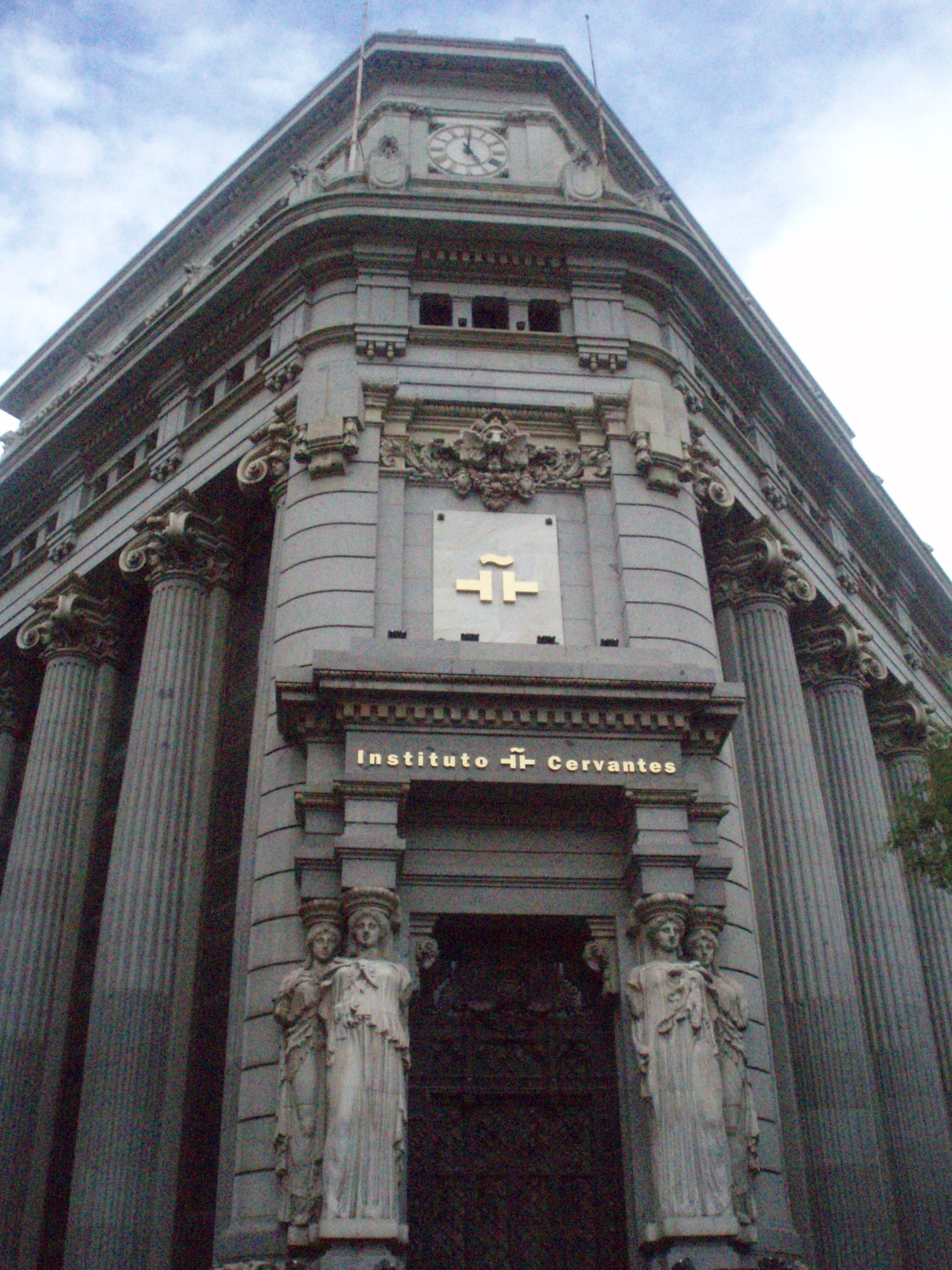
Інститут Сервантеса у Мадриді

Інститут Сервантеса (ісп. Instituto Cervantes) — державна урядова організація Іспанії, створена у 1991 році за підтримки Міністерства закордонних справ Іспанії для викладання іспанської мови та поширення іспанської культури. Інститут названо на честь видатного іспанського письменника Мігеля де Сервантеса. Головні центри Інституту Сервантеса знаходяться у Мадриді, столиці Іспанії, та в Алькала-де-Енарес, де народився Мігель де Сервантес Сааведра. До того ж, Інститут Сервантеса має філії на п'яти континентах, де працюють 77 центрів.

## Цілі та завдання Інституту
В указі про створення Інституту Сервантеса вказані такі цілі:
1. Сприяти поширенню, вивченню та використанню іспанської мови у всьому світі, вдосконалюючи методи вирішення цього завдання.
2. Сприяти поширенню культури за межами країни за взаємодії з компетентними органами у державних установах.

З цілей Інституту випливають його завдання:
- Організовує іспити для отримання Диплому іспанської мови як іноземної (DELE), виданням свідоцтв та офіційних дипломів для студентів, які закінчили курси при Інституті.
- Організовує курси з вивчення іспанської мови та інших офіційних мов Іспанії.
- Організовує курси для підготовки викладачів іспанської мови.
- Підтримує діяльність іспаністів.
- Проводить культурні заходи у співпраці з іншими установами.
- Надає населенню відкритий доступ до своїх бібліотек.

## Академічна діяльність
На 15 000 курсів Інституту Сервантеса навчаються іспанській мові близько 130 000 осіб щороку. Крім того, на курсах можна вивчити баскську, каталонську та галісійську мови, пройти спеціалізовані курси для викладачів іспанської мови.

## Культурна діяльність
У мережі Центрів Сервантеса щороку відбуваються близько 6500 культурних заходів: круглі столи, бесіди, зустрічі, колоквіуми, музичні та танцювальні концерти, театральні постановки, кінопокази, виставки, лекції, майстер-класи, семінари.

## Міжнародні конгреси іспанської мови
Інститут Сервантеса постійно організовує міжнародні конгреси іспанської мови.
Міжнародні конгреси іспанської мови — це зібрання, на яких сотні експертів дискутують про сучасне становище іспанської мови у світі, про завдання, які мають бути виконані найближчим часом. Поважними головами Конгресів є король Іспанії та лідери іспаномовних держав.
Дискусія учасників Конгресу розгортається навколо різноманітних тем, наприклад, вживання мови у ЗМІ, нові технології в інформаційному суспільстві, економічний потенціал іспанської мови, його єдність і різноманітність.

## Керівництво та патронаж
Інститут Сервантеса працює під патронажем Опікунської ради, поважним головою якої є король Іспанії, а керує нею голова Уряду Іспанії.
До Опікунської ради входять тридцять осіб, серед яких є члени за посадою та виборні члени, а крім того — лавреати Премії Мігеля де Сервантеса. Виборними членами також є діячі культури Іспанії та Латинської Америки, представники університетів та королівських академій, а також громадських організацій, що працюють у галузі культури.

## Визнання
У 2005 році Інститут Сервантеса дістав Премію Принца Астурійського в галузі комунікацій та гуманітарних наук.

## Капсула часу
Штаб-квартира Інституту Сервантеса у Мадриді знаходиться у будівлі колишнього Центрального Банку, від якого у підвалі зберігся броньований сейф. У ньому з 2007 року відомі діячі іспаномовної культури залишають свої послання у майбутнє. Таким чином, сейф виконує роль капсули часу.
Першим, хто залишив послання у майбутнє у Інституті Сервантеса, став письменник Франсіско Аяла. Проте він не розповів, що саме він поклав у капсулу часу. Ця річ зберігатиметься там до 2057 року.
Загалом у сейфі є 1800 ячейок, у які було вкладено уже 19 послань. В деяких випадках (за згоди автора послання) предмет, вкладений у капсулу часу, може не бути таємницею.
Серед відомих послань у капсулі часу Інституту Сервантеса є, зокрема, рецепт аскалібази від Хуана Марсе, послання Кармен Бальсельс, присвячене нікому не відомому мадридському письменнику Аліоче Коллу, стаття Конституції Іспанії та текст «Дон Кіхота» від принцеси Астурійської Леонор та інше.

## Центри Сервантеса у світі
Загалом у світі є 77 центрів Сервантеса, вони знаходяться на 5 континентах:
- Центри Сервантеса
  - Європа
    - Австрія (Відень)
    - Бельгія (Брюссель)
    - Болгарія (Софія)
    - Кіпр (Нікосія)
    - Чехія (Прага)
    - Франція (Бордо, Ліон, Париж, Тулуза)
    - Німеччина (Берлін, Бремен, Франкфурт-на-Майні, Гамбург, Мюнхен)
    - Греція (Афіни)
    - Угорщина (Будапешт)
    - Ірландія (Дублін)
    - Італія (Мілан, Неаполь, Палермо, Рим)
    - Нідерланди (Утрехт)
    - Польща (Варшава, Краків)
    - Португалія (Лісабон)
    - Румунія (Бухарест)
    - Сербія (Белград)
    - Швеція (Стокгольм)
    - Велика Британія (Лондон, Лідс, Манчестер)
    - Росія (Москва)
    - Туреччина (Стамбул)

  - Африка
    - Алжир (Алжир, Оран)
    - Єгипет (Каїр, Александрія)
    - Марокко (Касабланка, Фес, Рабат, Танжер, Тетуан, Марракеш)
    - Туніс (Туніс)

  - Близький Схід
    - Ізраїль (Тель-Авів)
    - Йорданія (Амман)
    - Ліван (Бейрут, Каслик, Триполі)
    - Сирія (Дамаск)

  - Америка
    - Сполучені Штати Америки (Альбукерке, Бостон, Бостонський університет, Чикаго, Нью-Йорк, Університет Вашингтону)
    - Бразилія (Ріо-де-Жанейро, Сан-Паулу, Бразиліа, Сальвадор, Белу-Оризонті, Порту-Алегрі, Ресіфі, Куритиба)
    - Азія
      - Китай (Пекін, Шанхай)
      - Індія (Нью-Делі)
      - Японія (Токіо)
      - Південна Корея (Сеул)
      - Філіппіни (Маніла, Макаті)

  - Океанія
    - Австралія (Сідней)
- Акредитовані центри
  - Іспанія
  - Азія
    - Гонконг[7]
    - Сінгапур[8]
- Центри-поплечники
  - Європа
    - Ірландія (Національний університет Ірландії (Корк))[9]
- Зали Сервантеса
  - Європа
    - Болгарія (Софія)
    - Хорватія (Загреб)
    - Словаччина (Братислава)
    - Словенія (Любляна)

  - Азія
    - Індонезія (Джакарта)
    - Малайзія (Куала-Лумпур)
    - В'єтнам (Ханой)

  - Африка
    - Алжир (Аннаба, Алжир)
    - Марокко (Надор)